# Ердивил
Ердивил, также Араид, Едивид, Кримунт, Радивил, Скилмонт, Скиримонт, Скиримонд, Скирмонт, Скирмунт или Эрдивил, — персонаж легендарного сказания о Палемоновичах, включённого в белорусско-литовские летописи. Согласно легенде, Ердивил — князь литовский, сын великого князя жемайтского Монтвила, родоначальник великих князей новогрудских.

## Краткие сведения
Информация о Ердивиле находится в легендарной части белорусско-литовских летописей, которые являются различными списками и компиляциями Хроники Великого княжества Литовского и Жомойтского. Эта часть летописи представляет собой генеалогическую легенду (легенда о Палемоновичах), созданную в 20-х годах XVI века. В разных списках легенды одно и то же действующее лицо могло называться по-разному. По мнению Н. Н. Улащика, это могло произойти от того, что существовало несколько вариантов легенды, в которых «одно мифическое существо называлось по-разному», что в результате и отразилось в летописях.
В легенде присутствует рассказ об основании Новогрудка князем Ердивилом (в других списках — Скирмонтом). Так, в одном из списков князь Жемайтии Монтвил отправляет своего сына Скирмонта с приданными вассалами в поход на юго-восток, и тот перейдя реки Вилия и Неман, занял область и найдя «гору красну» основал город Новогрудок и создал Новогрудское княжество. Однако князем новогрудским стал сам Монтвил. В этом же списке есть Немонос, который стал князем Жемайтии после Монтвила, однако был ли он его сыном, там не сказано. В другом списке, княжить в Новогрудке стал сразу сам Скирмонт, а Немонос был сыном Монтвила. Также возможно в списках появление двойников. Есть список, где сказано, что у Монтвила было два сына — Немонос и Скирмонт, но тут же сказано, что некоторые называют их Викента и Ердвила. Есть список, где сыновья зовутся Ердвил и Кримунт, но далее по тексту вместо Кримунта появляется Викинт. В Хронике Быховца фигурируют только Ердивил и Викинт.
В работах польского хрониста XVI века Матея Стрыйковского «О началах, истоках, достоинствах, делах рыцарских и внутренних славного народа литовского, жмудского и русского, доселе никогда никем не исследованная и не описанная, по вдохновению божьему и опыту собственному» и «Хронике польской, литовской, жмудской и всей Руси» также содержится основанная на летописях легенда о Палемоновичах. Однако местами есть разница: более у «Начал» и менее у «Хроники». По мнению Н. Н. Улащика, в «Началах» Стрыйковский больше фантазировал, а в «Хронике» более следовал летописям, которые тоже были достаточно фантастическими.
В «Началах» и «Хронике» Стрыйковского, а также в компиляции XVII века Хронике Великого княжества Литовского и Жомойтского у Монтвила было три сына — Ердивил, Неман, Викинт.

## Комментарии
1. ↑  Известны шесть летописей, содержащих легенду — Археологического общества, Красинского, Рачинского, Ольшевская, Румянцевская, Евреиновская, все являющиеся различными редакциями и списками Хроники Великого княжества Литовского и Жомойтского и две хроники — хроника Быховца и Хроника литовская и жмойтская, являющаяся компиляцией XVII века (Улащик, 1985, с. 130)
2. ↑  Евреиновская летопись
3. ↑  Летопись Красинского
4. ↑  Летопись Рачинского
5. ↑  Ольшевская летопись